# Proteuxoa atmoscopa
Proteuxoa atmoscopa là một loài bướm đêm thuộc họ Noctuidae. Nó được tìm thấy ở New South Wales, Nam Úc và Tây Úc.